# Goerodes scotti
Goerodes scotti är en nattsländeart som först beskrevs av Georg Ulmer 1930.  Goerodes scotti ingår i släktet Goerodes och familjen kantrörsnattsländor. Inga underarter finns listade i Catalogue of Life.